# Kiernozia (plaats)
Kiernozia is een dorp in het Poolse woiwodschap Łódź, in het district Łowicki. De plaats maakt deel uit van de gemeente Kiernozia en telt 930 inwoners.

## Verkeer en vervoer
- Station Kiernozia